# Red Bull–Bora–Hansgrohe
Red Bull–Bora–Hansgrohe (cod UCI: RBH) este o echipă de ciclism înființată în 2010 cu licență germană, fondată și condusă de Ralph Denk, cu licență UCI WorldTeam. Este sponsorizată de brandul global de băuturi energizante Red Bull, BORA, un producător german de hote de aspirație și aragaze, și de Hansgrohe, un producător de accesorii pentru baie. Scopul său este „îmbunătățirea imaginii ciclismului pe șosea în Germania”.